# Giáp Sơn
Giáp Sơn là một xã thuộc huyện Lục Ngạn, tỉnh Bắc Giang, Việt Nam.

## Địa lý
Xã Giáp Sơn có diện tích 17,01 km², dân số năm 2023 là 10.603 người, mật độ dân số đạt 623 người/km².

## Lịch sử
Ngày 27 tháng 10 năm 1962, Quốc hội ban hành Nghị quyết về việc thành lập tỉnh Hà Bắc trên cơ sở tỉnh Bắc Giang và tỉnh Bắc Ninh. Khi đó, xã Giáp Sơn thuộc huyện Lục Ngạn, tỉnh Hà Bắc.
Ngày 10 tháng 7 năm 1964, Bộ Nội vụ ban hành Quyết định số 187-NV về việc:
- Sáp nhập 3 xóm: Thượng, Chính, Ngọt thuộc xã Giáp Sơn vào xã Hồng Giang.
- Sáp nhập 5 xóm: Hạ Long, Lim, Vành Dây, Trại Mới, Núi Lều thuộc xã Hồng Giang vào xã Giáp Sơn.

Ngày 6 tháng 11 năm 1996, Quốc hội ban hành Nghị quyết về việc chia tỉnh Hà Bắc thành tỉnh Bắc Giang và tỉnh Bắc Ninh. Khi đó, xã Giáp Sơn thuộc huyện Lục Ngạn, tỉnh Bắc Giang.